# جون ماكلولين (صحفي)
جون ماكلولين (بالإنجليزية: John McLaughlin)‏ هو صحفي ومقدم تلفزيوني أمريكي، ولد في 29 مارس 1927 في رود آيلاند في الولايات المتحدة، وتوفي في 16 أغسطس 2016 في واشنطن العاصمة في الولايات المتحدة بسبب سرطان البروستاتا.

## وصلات خارجية
- جون ماكلولين على موقع IMDb (الإنجليزية)
- جون ماكلولين على موقع إن إن دي بي (الإنجليزية)
- جون ماكلولين على موقع قاعدة بيانات الفيلم (الإنجليزية)